# 狼には気をつけて
『狼には気をつけて』（おおかみにはきをつけて）は、遠藤淑子による日本の漫画作品。『別冊花とゆめ』（白泉社）にて1998年から2002年にかけて連載された。単行本は、同社の花とゆめコミックスから全4巻、白泉社文庫から全2巻が刊行されている。

## あらすじ
ニューヨークで私立探偵を営むキース・フォレストは、大手IT企業・アーヴィング社の社長令嬢・アレクに祖母の見舞いの際のボディーガードを依頼される。このボディーガードをきっかけに実質的なお目付役となったフォレストは、様々な事件を通してアレクの成長を見守っていくこととなる。

## 主な登場人物
アレクサンドラ・アーヴィング
本作のヒロイン。通称アレク。大手IT企業アーヴィング社の社長令嬢。10歳→11歳（第2話より）→12歳（遅くとも第16話より）。
6歳で大学に飛び級入学した天才少女（ただし、本人は「自分は答えの分かっている問題を人より速く解けるだけで、（自分で何かを作り出す、といった意味での）天才ではない」と自己分析している）。現在は病気療養中の父・アーサーに代わってアーヴィング社の経営に参加する（これは社内でもトップレベルの人間しか知らない）ため大学は休学中。
父は娘の優秀さをみて自分に自信がなくなった末、薬物中毒になってしまったため、そのことに心を痛めている。また、母親は自分を捨てて出て行ってしまったため、その母親との再会後の関係にも悩んでいる。本作は同作者による「エヴァンジェリン姫シリーズ」「マダムとミスター」などと同じく「破天荒なヒロインとお目付役の男性キャラクター」というパターンを取っているが、エヴァンジェリンやグレースに比べ、まだ幼いが故の弱さをしばしば見せる、という点が特徴的である。
キース・フォレスト
ニューヨークに住む私立探偵。アレクが祖母の見舞いに行く際のボディーガードを募集した際、選考会の会場で唯一、天井から降ってきた多数の金だらいに当たらなかったことでボディーガードを依頼され、以後実質的なお目付役となる（ただし、アーヴィング社からの社員の素行調査などの正式な依頼も受けている）。アレクからは「フォレスト君」と呼ばれる。
普段大人から叱られることの無いアレクを遠慮なく叱る貴重な人物。
ジム
フォレストの友人の私立探偵。フォレストが動けない場合にアレクと共に行動することも。
アリス・アーヴィング
アレクの祖母で、アーヴィング一族のトップに立つ人物。子供達を競わせて一族を大きくしてきたが、隠居した後は時折世界のあちこちを旅行している。莫大な資産を持つが、これは遺産相続のための見舞いレースの勝者であるアレクが1人で相続することになった。
ニコル
アレクの従姉。祖母の遺産を狙ってアレクと対立。
ジャクソン
アーヴィング社の部長。アレクが会社を実質的に経営していることを知る数少ない人物の一人。会社で熱帯魚を飼っている。
ヘザー・ガーランド
アレクの母親。アレクがまだ1歳のころアレクの父・アーサーと離婚。現在の夫であるガーランドがニコルと結託してアレクの資産を自分のものにしようと画策し、そのためにアレクの養育権を求めて裁判を起こしたが、アレク本人が拒否したため定期的な面会のみを求めるよう訴えを変更。その後は定期的にアレクと面会することになったが、そのことがアレクのストレスにもなっていった。

## 文庫化に関する補足事項
白泉社文庫は「なごみクラブ」1巻（竹書房）および「午後のお茶は妖精の国で」（祥伝社）と同時発売されたため、「エンコミ!」と題したキャンペーンが展開され、帯にはこの2冊の広告が掲載された。
また、文庫版の描き下ろしとして1巻には「こんな話」、2巻には「赤ずきんには気をつけて」が収録された（一方、花とゆめコミックス版のおまけ漫画は収録されなかった）。この描き下ろしには同時発売された2作品のキャラクターが登場している。また、「赤ずきんには気をつけて」のラストでは主要な登場人物の「その後」が描かれている。